# Carl Ludvig Schultz
Carl Ludvig Schultz, född 9 september 1755 i Åbo, död 28 september 1799 i Åbo, var en svensk ritmästare, gravör och målare.
Han var son till hovrättsrådet Lars Johan Schultz och Hedvig Eleonora Ahlgren. I januari 1784 bifölls Schultz begäran att bli antagen som ritmästare och gravör utan lön men på stat av Åbo akademiens konsistorium. Han var tidigare verksam som volontär vid fortifikationen. Någon kanslerfullmakt fick han inte eftersom man ansåg att Schultz huvudsakligen var gravör och han blev Åbo akademiens sista officielle gravör. Bland hans bevarade arbeten för akademien märks illustreringen av ett flertal akademiska avhandlingar, ett tiotal matematiska figurer och en karta över Birkala socken. I Åbo Nya Tidningar annonserade han 1789 sin avsikt att ge lektioner i teckning, kolorit och kopparstickning.     